# Ковалёво (Воронежская область)
Ковалёво — село в Лискинском районе Воронежской области. Административный центр Ковалёвского сельского поселения. Население — 1644 чел. (2025). 

## География
В селе располагается железнодорожная станция Пухово. Через Ковалёво проходит автодорога 20Н-17-14, связывающая село Пухово с Селявным и заповедником-музеем Дивногорье.

## История
В 1871 году открытие станции Пухово. Станция положила началу и росту села Ковалёво. Название станции произошло от села Пухово, располагающегося в нескольких км на юго-востоке.
В 1900 году в хуторе Ковалёво, располагающегося у оврага Приволье, числилось 288 человек в 42 дворах.
После революции хутор становится центром Ковалёвского сельсовета.
В 1930 году в хуторе был организован колхоз «Гигант». В последствии он поменял имя и подвергся реструктуризации.
В годы Великой Отечественной войны Ковалёво было оккупировано.
В 1934 году строительство первой школы. В 1965 году была построена новая современная школа.
Село Ковалёво Лискинского района
Старожилы края сообщают следующие подробности об истории поселения и его округи:
С Острогожского уезда здесь все выселки. Мелахино, Пухово, Путчино, Коломыцево, Попасное — до самого Щучьего. Раньше, где сейчас станция Ковалево, ничего не было. Жил один хозяин — Ковалев. А станцию назвали «Пухово», по названию села Пухово. Тут место более ровное. А там, где село Пухово — овраги и станцию ставить негде. И по расстоянию от Лисок было удобно сделать там станцию (что от Лисок, что от Евдаково — одинаково). Потом при станции стали люди поселяться, а все село стало называться по фамилии того Ковалева. Ковалев этот, вероятно, тоже переселенец с Острогожского уезда. Земли надо было населять. Когда строили железную дорогу, то нанимали людей. На гарбах песок возили, насыпь делали, шпалы пилили. Тут столько леса было. Вот почему балка на Россошь, которая начиналась 2-3 км от села Пухово, называлась «Караечник», так как там было много деревьев, которые называли «караечник» (вяз). У него древесина твердая, как дуб.
Роборово, Чиплиево, Пятневка — это местечки возле села Пухово. Из Пятневки брали глину — красную и желтую. Шведово — русское село, а в селе Лиски — хохлы натуральные.
Раньше Ковалево называлось у нас Крыськово. И никто никогда не называл его Ковалево. Была рядом с Крыськовом через овраг маленькая Ковалевка. Там было несколько домиков, в которых люди жили. И по сей день она называется маленькая Ковалевка.

## Инфраструктура
В селе имеется средняя школа, музыкальная школа и дом культуры. Также в Ковалёво располагаются: отделение Почты, отделение Сбербанка и разные магазины.
В селе располагается памятник погибшим в годы ВОВ.

### Уличная сеть
| - ул. Виноградная - ул. Гагарина - ул. Есенина - ул. Ленина - ул. Мира - ул. Мичурина - ул. Молодёжная - ул. Победы | - ул. Полевая - ул. Садовая - ул. Советская - ул. Солнечная - ул. Широкова - ул. Школьная - ул. Юбилейная | - пер. Ленина 1-й - пер. Ленина 2-й - пер. Ленина 3-й |